# Bokel (Kreis Pinneberg)
Bokel ist eine Gemeinde im Kreis Pinneberg in Schleswig-Holstein mit keinen weiteren Ortsteilen.

## Geografie und Verkehr
Der Ort liegt etwa 8 km nördlich von Barmstedt. Der Mühlenteich liegt in der Fläche der Gemeinde.
Bokel liegt im Bereich des Hamburger Verkehrsverbundes. Der nächste Bahnhof ist Dauenhof an der Bahnstrecke Hamburg–Kiel,  sechs Kilometer westlich von Bokel gelegen. In etwa der gleichen Entfernung liegt der Bahnhof Wrist (Kreis Steinburg), nördlich von Bokel, ebenfalls an der Bahnstrecke Hamburg-Kiel. Die Buslinie 6542 der HHV verbindet Bokel werktags mit Barmstedt an der Bahnstrecke Elmshorn–Ulzburg.

## Politik

### Gemeindevertretung
Bei der Kommunalwahl am 14. Mai 2023 wurden insgesamt neun Sitze vergeben. Von diesen erhielt die CDU fünf Sitze und die Bokeler Runde erhielt vier Sitze.

### Wappen
Blasonierung: „In Silber über blau-silbernen Wellen auf grünem Boden eine grüne Buche.“

## Wirtschaft
Mit 21 Vollerwerbsbetrieben ist die Gemeinde auch heute noch überwiegend landwirtschaftlich geprägt.

## Persönlichkeiten
- Wilhelm Goldhagen (1901–1964), CDU-Politiker, in Bokel geboren
- Hans-Otto Pingel (* 1953), ehemaliger Motorrad- und Speedway-Langbahnfahrer
- Marga Trede (* 1956), von 2009 bis 2017 Präsidentin des LandFrauenverbandes Schleswig-Holstein; Trägerin des Bundesverdienstkreuzes am Bande (2008) und des Verdienstordens des Landes Schleswig-Holstein (2016)
- Matthias (Matten) Kröger (* 1969), Motorrad-Bahnrennfahrer auf Speedway und Langbahnen, fünffacher Mannschaftsweltmeister